# Département de Quitilipi
Le département de Quitilipi est une des 25 subdivisions de la province du Chaco, en Argentine. Son chef-lieu est la ville de Quitilipi.
Le département a une superficie de 1 545 km2. Sa population s'élevait à 32 083 habitants au recensement de 2001.

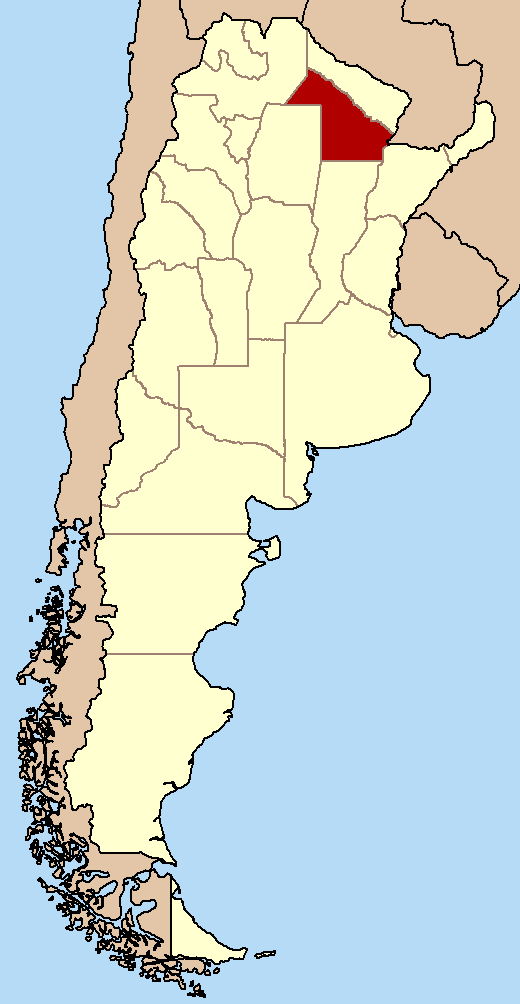
Localisation de la province du Chaco en Argentine.

## Villes et localités
- Colonia Aborigen Chaco, partagée avec le département de Veinticinco de Mayo